# سام حمد
سام حمد هو سياسي كندي، ولد في 17 يونيو 1958 في دمشق في سوريا. حزبياً، نشط في حزب كيبيك الليبرالي. وقد انتخب Minister of Labour of Quebec ‏ (23 أبريل 2014 – 27 فبراير 2015) وانتخب Minister of Labour, Employment and Social Solidarity ‏ (27 فبراير 2015 – 28 يناير 2016) وانتخب عضو الجمعية الوطنية في كيبك ‏ عن دائرة Louis-Hébert (provincial electoral district) ‏ وقد انضم خلال فترته النيابية ‏ (14 أبريل 2003 – 27 أبريل 2017)  للكتلة البرلمانية حزب كيبيك الليبرالي.